# 蒙特內哥羅體育
蒙特內哥羅體育以團隊體育項目為主，如足球、籃球、水球、排球、手球。個人體育項目中則以拳擊、柔道、空手道、田徑、乒乓球、國際象棋等較受歡迎。水球是蒙特內哥羅的全民運動。蒙特內哥羅國家水球隊是世界排名前列的水球隊，並且2008年贏得了歐洲水球錦標賽的冠軍，2009年獲得了國際泳聯水球世界聯賽冠軍。籃球則是蒙特內哥羅僅次於水球的第二受歡迎的集體體育項目。2006年，蒙特內哥羅加入了國際籃聯FIBA。